# Wilhelm Rolland
Wilhelm Rolland (ur. 2 czerwca 1895, zm. ?) – podpułkownik intendent z wyższymi studiami wojskowymi Wojska Polskiego.

## Życiorys
Wilhelm Rolland urodził się 2 czerwca 1895 roku. Po zakończeniu I wojny światowej został przyjęty do Wojska Polskiego w stopniu porucznika gospodarczego. 3 maja 1922 roku został zweryfikowany w stopniu kapitana ze starszeństwem z dniem 1 czerwca 1919 roku i 315. lokatą w korpusie oficerów administracji, grupa gospodarcza. Jego oddziałem macierzystym był wówczas Wojskowy Okręgowy Zakład Gospodarczy Nr VI we Lwowie.
W tym czasie w 1923 jako oficer administracyjny był uczniem etatowym I rocznika Działu Gospodarczego Wyższej Szkoły Intendentury w Warszawie. W 1924 roku pełnił służbę w Kierownictwie Rejonu Intendentury Lwów, pozostając oficerem nadetatowym 6 Okręgowego Zakładu Gospodarczego we Lwowie. W 1928 był oficerem Kierownictwa Rejonu Intendentury Złoczów. 23 października 1931 roku został przeniesiony z Filii Wojskowego Zakładu Zaopatrzenia Intendenckiego w Toruniu do Filii Wojskowego Zakładu Zaopatrzenia Intendenckiego we Lwowie. W latach 1932–1939 pełnił służbę w Szefostwie Intendentury Okręgu Korpusu Nr VI we Lwowie. W 1936 roku został awansowany na majora intendenta.
W 1937 był członkiem zarządu klubu sportowego LKS Pogoń Lwów i kierownikiem jego sekcji piłki nożnej.
W czasie kampanii wrześniowej 1939 roku był szefem intendentury Armii „Karpaty”. Później został oficerem Polskich Sił Zbrojnych. W latach 1940–1942 był kwatermistrzem Samodzielnej Brygady Strzelców Karpackich, a w latach 1942–1944 kwatermistrzem 3 Dywizji Strzelców Karpackich. Został awansowany do stopnia podpułkownika.

## Ordery i odznaczenia
- Krzyż Srebrny Orderu Virtuti Militari[9] nr 8618[10]
- Złoty Krzyż Zasługi (25 lutego 1939)[11]
- Krzyż Wojenny Czechosłowacki 1939 (12 września 1942)[12]